# Parnall G.4/31
El Parnall G.4/31 fue un diseño de los años 30 del siglo XX de la británica George Parnall and Co., que buscaba cubrir la Especificación G.4/31 del Ministerio del Aire por un avión de "propósitos generales".

## Diseño y desarrollo
A principios de la década de 1930, el Ministerio del Aire buscó economías con una especificación para el reemplazo de los aviones de funciones múltiples Fairey Gordon y Westland Wapiti. El ganador de la especificación G.4/31 del Ministerio del Aire tenía que ser capaz cumplir las funciones de bombardeo nivelado, cooperación con el ejército, bombardeo en picado, reconocimiento, evacuación de víctimas y torpedero. Dado que se esperaban grandes cantidades de producción, la mayoría de las compañías constructoras de aviones presentaron prototipos, ya fuera con financiación del Ministerio del Aire o privada. Se ofrecieron los diseños Blackburn B-7, Bristol Type 120, Fairey G.4/31, Handley Page H.P.47, Hawker P.V.4, Parnall G.4/31, Vickers Type 253 y Westland PV.7.
El Parnall G.4/31 era un gran biplano angular con ruedas fijas carenadas propulsado por un Bristol Pegasus IM3 de 515 kW (690 hp) con capota de tipo anillo Townend. Había una ametralladora simple de tiro frontal para el piloto y una Lewis montada sobre afuste anular Scarff para el observador. También estaba prevista la instalación de soportes para bombas bajo las alas inferiores y la provisión para llevar un torpedo entre las unidades principales del tren de aterrizaje.
Después de que el prototipo fuera presentado en 1935, se realizaron una serie de cambios en la estructura y en las superficies de cola, cuando los resultados obtenidos en las pruebas de túnel de viento realizadas por el Real Establecimiento Aeronáutico (RAE) con maquetas revelaron problemas al entrar en barrena. Se hizo necesario realizar modificaciones en el empenaje, timón, elevadores y fuselaje trasero.

### Pruebas

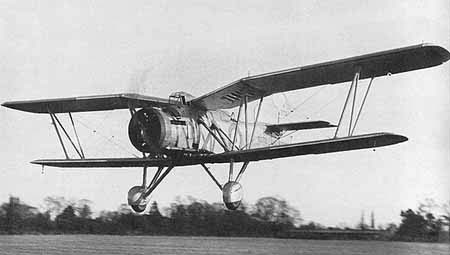
Parnall G.4/31, siendo probado en Martlesham Heath, alrededor de 1936.

Volado por primera vez en la fábrica Parnall en Yate, Bristol, en 1935, con el capitán Howard John Saint a los mandos, no fue entregado para su evaluación por el Establecimiento Experimental de Aeronaves y Armamento (A&AEE) en Martlesham Heath hasta principios de 1936. El biplano Vickers Type 253 ya había sido seleccionado para cubrir la especificación y más tarde había sido cancelado, cuando el Ministerio vio que la alternativa monoplano de Vickers al Type 253 (el Type 246) era superior, entrando en servicio como Vickers Wellesley.
El único prototipo del Parnall G.4/31 (matrícula K2772) fue usado en pruebas de armamento por el A&AEE hasta marzo de 1937, cuando resultó dañado en un accidente, y posteriormente, desguazado. El G.4/31 fue el último diseño militar de la compañía.

## Operadores
Reino Unido
- Establecimiento Experimental de Aeronaves y Armamento
- Bristol Aeroplane Company

## Especificaciones
Referencia datos: The British Bomber since 1914

### Características generales
- Tripulación: Dos (piloto y observador)
- Longitud: 10,9 m (35,8 ft)
- Envergadura: 17 m (55,8 ft)
- Altura: 4,6 m (15,1 ft)
- Superficie alar: 63,8 m² (686,8 ft²)
- Peso cargado: 3084 kg (6797,1 lb)
- Planta motriz: 1× motor radial de 9 cilindros refrigerado por aire Bristol Pegasus IM3.
  - Potencia: 510 kW (703 HP; 694 CV)
- Hélices: Bipala de paso fijo

### Rendimiento
- Velocidad máxima operativa (Vno): 266 km/h (165 MPH; 144 kt) a 1524 m (5000 pies)

### Armamento
- Ametralladoras: 

  - 2 de 7,7 mm (una fija de tiro frontal y otra móvil en el puesto del observador)
- Bombas: 

  - 680 kg o un torpedo Mark VIII de 18 pulgadas

## Aeronaves relacionadas

### Aeronaves similares
- Fairey G.4/31
- Handley Page H.P.47